# 静岡県道317号米津東若林線
静岡県道317号米津東若林線（しずおかけんどう317ごう よねづひがしわかばやしせん）は、静岡県浜松市中央区を通る一般県道である。

## 概要

### 路線データ
- 陸上距離 : 1.8km
- 起点 : 浜松市中央区米津町（国道1号交点）
- 終点 : 浜松市中央区東若林町（国道257号交点）
  - 全体的に歩道は片側しか設置されていない部分が多い。また車道は全線通じて片側1車線である。

## 歴史
- 1960年4月1日 認定

## 重複区間
なし

## 通過する自治体
- 静岡県
  - 浜松市（中央区）

## 主な接続路線
- 国道1号
- 静岡県道316号舞阪竜洋線
- 国道257号